# عمالة طنجة أصيلة
عمالة طنجة - أصيلة هي أحد الأقاليم المغربية وتحمل صفة عمالة، تنتمي لجهة طنجة تطوان الحسيمة وتقع أقصى الشمال الغربي للبلاد، تطل على البحر الأبيض المتوسط والمحيط الأطلسي وتمثل الحدود الجنوبية لمضيق جبل طارق. العمالة تضم 762.583 ساكنا (2004).

## التقسيم الإداري
تضم عمالة طنجة أصيلة 4 مقاطعات (arrondissement) داخل مدينة طنجة، 1 جماعة حضرية و8 جماعات قروية:

### المقاطعات
- بني مكادة
- الشرف مغوغة
- الشرف السواني
- طنجة المدينة

### البلديات
- أصيلة

### الجماعات القروية
- المنزلة
- أقواس بريش
- الزينات
- بوخالف
- دار الشاوي
- الخلوة
- الساحل الشمالي
- سيدي اليماني

## المناطق الكبرى
| الجماعة  | عدد السكان (2 سبتمبر 1994) | عدد السكان (2 سبتمبر 2004) | مساحة    |
| -------- | -------------------------- | -------------------------- | -------- |
| طنجة     | 494.234                    | 669.685                    | 124 كلم² |
| أصيلة    | 24.496                     | 28.217                     | 191 كلم² |
| بوخالف   | 18.735                     | 18.699                     | 178 كلم² |
| زيرارة   | 13.361                     | 15.033                     |          |
| اشبانات  | 11.522                     | 10.618                     |          |
| بير طالب | 11.047                     | 11.252                     |          |

1. عمالة طنجة أصيلة:891       كلمتر مربع:
- جماعة طنجة:124      كلمتر مربع.
- جماعة أصيلة:191      كلمتر مربع.
- جماعة دار الشاوي: 90   كلمتر مربع.
- جماعة بوخالف: 178    كلمتر مربع.
- جماعة الزينات: 63     كلمتر مربع.
- المنزلة:83           كلمتر مربع.
- جماعة الخلوة: 103      كلمتر مربع.
- جماعة أقواس برييش: 59  كلمتر مربع.